# 蘇斯克斯

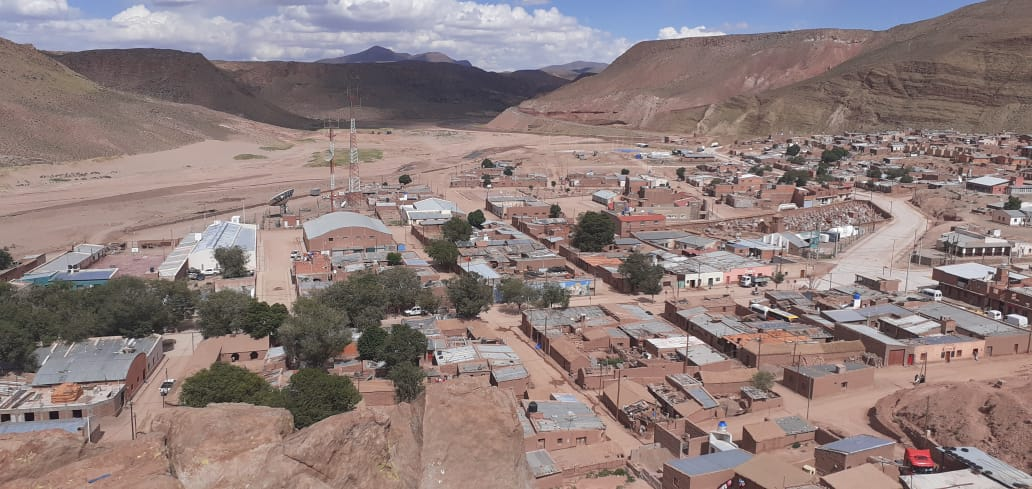
蘇斯克斯

蘇斯克斯（西班牙語：Susques），是阿根廷的城鎮，位於該國西北部胡胡伊省，是蘇斯克斯縣的首府，海拔高度3,896米，該地區的地震活動頻繁和低強度，2001年人口1,140。
23°25′S 66°29′W / 23.417°S 66.483°W